# Philadelphus sericanthus
Philadelphus sericanthus är en hortensiaväxtart som beskrevs av Emil Bernhard Koehne. Philadelphus sericanthus ingår i släktet schersminer, och familjen hortensiaväxter. Utöver nominatformen finns också underarten P. s. kulingensis.